# La Bagnole (film, 1964)

La Bagnole est un court métrage français réalisé par José Varela, sorti en 1964.

## Synopsis
Pris dans un embouteillage à Paris, un automobiliste s'impatiente et finit par se comporter de façon incohérente.

## Fiche technique
- Titre : La Bagnole
- Réalisation : José Varela
- Scénario : José Varela
- Photographie : Jean-Jacques Flori
- Musique : Éric Christen
- Pays d'origine :  France
- Durée : 16 min
- Date de sortie : France, 1964
- Visa n° 29610 délivré le 12 novembre 1964

## Distribution
- Pascal Aubier

## Accueil critique
- Jacques Chevallier note dans la Saison cinématographique 65 (p. 282) : « Dans un genre difficile (le film burlesque), un jeune réalisateur a réussi sinon un coup de maître, du moins un film d'humour et de gags qui allie la satire et l'observation au non-sens et à l'absurde ».